# Paul Guiberteau
Paul Guiberteau (Nantes, 14 juillet 1924 - Paris 12e, 29 juillet 2010) est un prêtre catholique français, ancien responsable de l'enseignement catholique en France.

## Biographie
Paul Guiberteau est né le 14 juillet 1924 à Nantes (Loire-Atlantique), d'André Clément Roger Guiberteau et de Madeleine Louise Ménoreau.
Élève de l'école Saint-Stanislas de Nantes, il a étudié au grand séminaire de la ville et a obtenu une licence de philosophie à l'Institut catholique de Paris et à la Sorbonne. Il a été ordonné prêtre à Nantes en juin 1947. 
Il a effectué une carrière enseignante à Saint-Stanislas : d'abord comme professeur de français, latin et grec (de 1949 à 1951) ; puis comme professeur de philosophie (de 1951 à 1959) ; enfin comme directeur de l'établissement (de 1959 à 1967). 
De 1967 à 1981, il a exercé les fonctions de directeur diocésain de l'enseignement catholique en Loire-Atlantique. 
De 1981 à 1986, il a été secrétaire général de l'enseignement catholique. Il a notamment joué un rôle de premier plan dans le mouvement de l'École libre de 1984. 
Il a exercé la fonction de recteur de l'Institut catholique de Paris de 1986 à 1992, prélat d'honneur de Sa Sainteté en 1987, avant d'être nommé curé de la paroisse parisienne Saint-Germain-des-Prés en 1992 puis, en 1996, chapelain à Notre-Dame de Paris. 
En 1988, Paul Guiberteau a fait partie de l'équipe de négociateurs conduite en Nouvelle-Calédonie par le préfet Christian Blanc, dont la mission aboutit aux accords de Matignon.

## Publications
- Conrad de Meester et Paul Guiberteau, Frère Laurent de la Résurrection: Écrits et entretiens sur la pratique de la présence de Dieu, Paris, Le Cerf, coll. « Epiphanie », 7 octobre 1991, 316 p. (ISBN 978-2-204-04336-6).